# Poste centrale de Calcutta
La Poste centrale de Calcutta (en anglais General Post Office [GPO]) est un bâtiment historique qui est le siège des services postaux de la ville de Calcutta et du Bengale occidental, en Inde. Construite en 1861 la poste centrale est située sur le côté occidental de B.B.B.Bag (anciennement 'Dalhousie square').

## Histoire
Dessiné par l’architecte Walter Granville (1819-1874) le bâtiment de la poste centrale fut construit de 1864 à 1868, pour un cout de 650.000 Roupies, bordant le 'Lal Dighi' (Dalhousie square) sur son côté occidental. En fait il se trouve à l’endroit précis où était situé le premier ‘Fort William’ de Calcutta. 

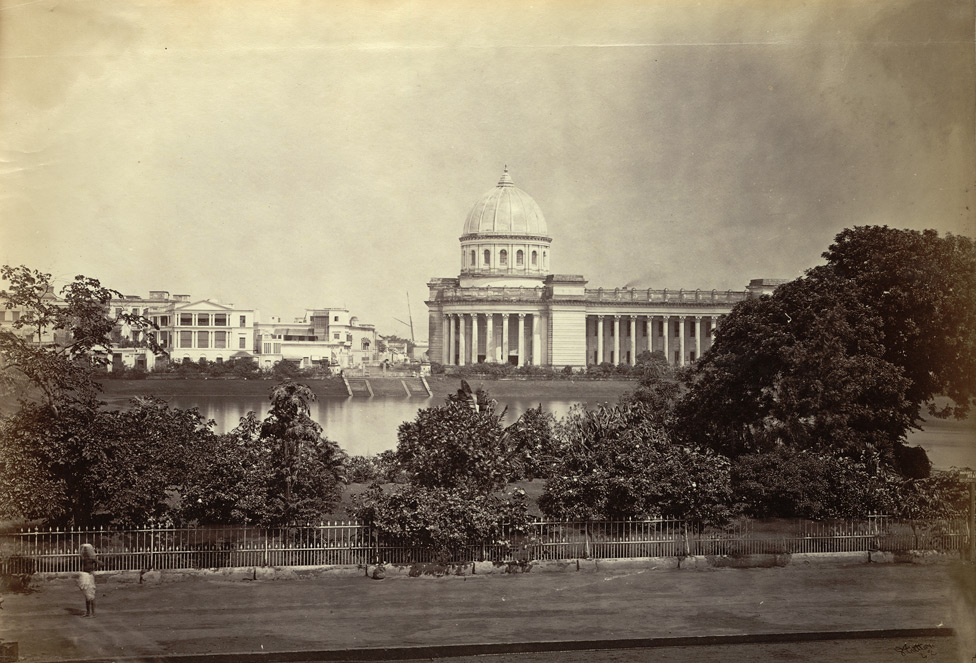
En 1875, le 'Lal Dighi' et la poste centrale de Calcutta, récemment construite

Un large dôme, à 67 mètres de hauteur surmonte le vaste porche central situé au coin des ‘Netaji Subhas Road’ et ‘BTM Sarani’. Ses deux côtés et son porche semi-circulaire sont bordés d’une rangée de colonnes corinthiennes, ce qui donne au bâtiment son aspect monumental néo-classique. Le bâtiment, dont la prestance se reflète dans les eaux du 'Lal Dighi', reste un point de repère histoire et géographique de la ville qui fut la capitale de l’empire britannique des Indes.

## Description
Situé sur la ‘Netaji Subhas Rd’, sur le côté ouest de Dalhousie square (BBD Bag), dans le quartier financier et administratif de Calcutta, la poste centrale reste un centre actif des activités économiques de Calcutta et du Bengale occidental. Pratiquement tout le courrier au départ et l’arrivée pour Calcutta et le Bengale passe par le GPO.
Un musée postal fut ouvert en 1884, et un bureau philatélique spécial est situé dans sa partie sud-occidentale.

## Source
- Eardley Latimer : Handbook to Calcutta and environs, Oxford Book Co., Calcutta, 1963, 138pp.